# Kanton Orange-Est
Der Kanton Orange-Est war bis 2015 ein französischer Wahlkreis im Département Vaucluse in der Region Provence-Alpes-Côte d’Azur. 2015 wurde er im Rahmen einer landesweiten Neugliederung der Kantone aufgelöst.

## Gemeinden
Der Kanton bestand aus einem Teil der Stadt Orange (angegeben ist hier die Gesamteinwohnerzahl) und weiteren sechs Gemeinden:
| Gemeinde           | Einwohner Jahr | Fläche km² | Bevölkerungsdichte | Code INSEE | Postleitzahl |
| ------------------ | -------------- | ---------- | ------------------ | ---------- | ------------ |
| Camaret-sur-Aigues | 4.710 (2013)   | 17,53      | 269 Einw./km²      | 84029      | 84850        |
| Jonquières         | 4.778 (2013)   | 23,87      | 200 Einw./km²      | 84056      | 84150        |
| Orange             | 29.193 (2013)  | –          | – Einw./km²        | 84087      | 84100        |
| Sérignan-du-Comtat | 2.461 (2013)   | 19,82      | 124 Einw./km²      | 84127      | 84830        |
| Travaillan         | 706 (2013)     | 17,65      | 40 Einw./km²       | 84134      | 84850        |
| Uchaux             | 1.480 (2013)   | 18,48      | 80 Einw./km²       | 84135      | 84100        |
| Violès             | 1.591 (2013)   | 14,79      | 108 Einw./km²      | 84149      | 84150        |